# Everybody Dance Now
Everybody Dance Now treći je studijski album švedske grupe Crazy Frog. Objavila ga je diskografska kuća Mach 1 Records GmbH 25. kolovoza 2009. godine. Nastavak je drugog studijskog albuma Crazy Frog Presents More Crazy Hits. Album sadrži 19 pjesama.

## Popis pjesama
1. Join The Frog – 1 min, 0 s
2. Cha Cha Slide – 3 min, 5 s
3. Everyone – 3 min, 17 s
4. Daddy DJ (Crazy Frog Video Mix) – 2 min, 56 s
5. Friends (Ween Meets The Crazy Frog Remix) – 4 min, 25 s
6. Maya Hi, Maya Hu – 3 min, 1 s
7. Just Can't Get Enough – 3 min, 3 s
8. Jump – 3 min, 2 s
9. Solo Frog – 2 min, 14 s
10. No Limit – 3 min, 47 s
11. Play The Game – 2 min, 58 s
12. Push It – 3 min, 9 s
13. Gonna Make You Sweat (Everybody Dance Now) – 3 min, 14 s
14. Safety Dance – 2 min, 57 s
15. Come On – 2 min, 52 s
16. Let's Go Crazy – 3 min, 34 s
17. Bump The Beat – 3 min, 1 s
18. I Wanna Rock The Place – 3 min, 12 s
19. Last Christmas – 3 min, 11 s

## Vanjske poveznice
- Službena web-stranica
- Discogs